# Ivan Huc
Ivan Huc est un chimiste français spécialisé en chimie supramoléculaire et biomimétique.   

## Biographie
Ivan Huc est né à Besançon, en France, en 1969. Il a étudié la chimie à l'École normale supérieure de Paris et a obtenu sa thèse de doctorat en 1994 à l'université Pierre-et-Marie-Curie sous la direction de C. Rolando (ENS) et de J. Rebek Jr (MIT).   
Après un stage post-doctoral d'un an dans l'équipe de J.-P. Behr à l'université de Strasbourg, il a été nommé chercheur au CNRS dans le laboratoire de J.-M. Lehn à Strasbourg, où il a séjourné de 1995 à 1998.   
De 1998 à 2017, il a été chef d'équipe à l'IECB et à partir de 2007 au sein de l'Institut de chimie et biologie des membranes et nanoobjets (CBMN) à Bordeaux-Pessac où il occupa un poste de directeur de recherche au CNRS. En 2008, il est devenu co-directeur de l'IECB et en 2010 directeur-adjoint de l'institut CBMN.  
Depuis septembre 2017, il est professeur W3[Quoi ?] dans le département de Pharmacie de l'université Louis-et-Maximilien de Munich.
Ses intérêts de recherche sont la conception de foldamères aromatiques et la chimie biomimétique des peptides et des nucléotides.

## Récompenses
- 1999 : Médaille de bronze du CNRS[1]
- 2008 : Lauréat du prix Jecker[2]
- 2012 : Médaille d'argent du CNRS[3]
- 2015 : Prix Madame Victor Noury[4],[5]